# Sanacoche Ejido
Sanacoche Ejido  är en ort i kommunen San José del Rincón i delstaten Mexiko i Mexiko. Samhället hade 189 invånare vid folkräkningen 2020.